# Zalavár
Zalavár (Blatnohrad en slovaque, Blatnograd en croate, Moosburg en allemand) est un village de Hongrie de 950 habitants situé dans le comitat de Zala à 9 km au sud-ouest du lac Balaton sur la rivière Zala.

## Histoire
Au IXe siècle, la cité fortifiée de Blatnograd était la capitale de la principauté slave du Balaton dirigée par Pribina (839-860). À l'été 867,  son fils, le prince Kocel (861-876), hébergea les frères Cyrille et Méthode lors de leur voyage depuis la Grande-Moravie jusqu’à Rome alors qu’ils allaient se justifier auprès du pape pour l'utilisation du slavonique comme langue liturgique. C'est ainsi que Blatnograd fut un des centres de diffusion de l'écriture glagolitique et de la littérature slave.